# Pelat
Pelat lub Mont Pelat – szczyt w Alpach, najwyższe wzniesienie masywu górskiego o tej samej nazwie. Leży w regionie Prowansja-Alpy-Lazurowe Wybrzeże w departamencie Alpy Górnej Prowansji, we Francji, przy granicy z Włochami.
Szczyt zamyka dolinę rzeki Var. Położony w centrum Parku Narodowego Mercantour. U jego podnóża znajduje się polodowcowe jezioro Allos. Zbudowany jest głównie ze skał wapiennych.

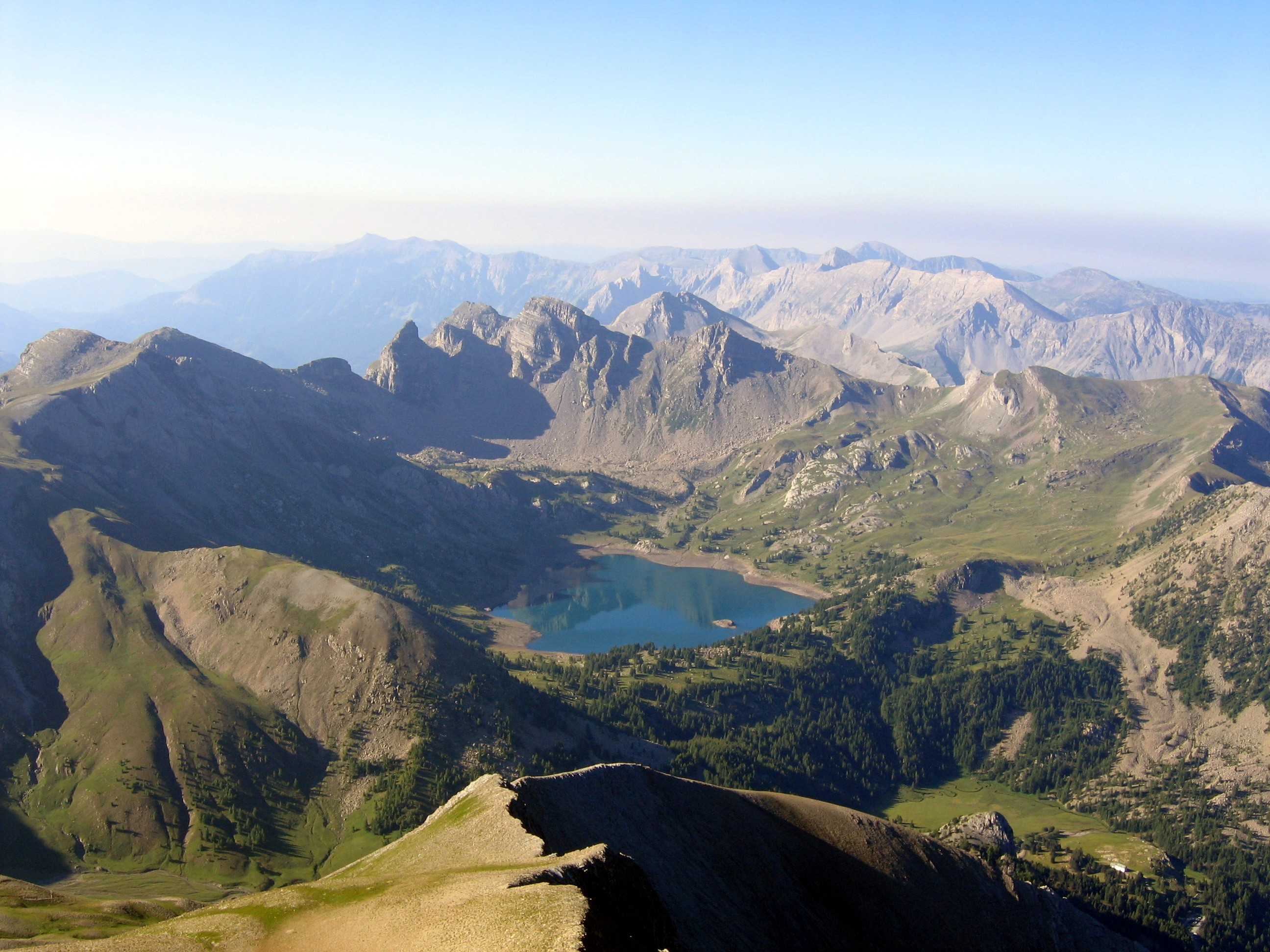
Widok ze szczytu